# Moreel Esperanto
Moreel Esperanto is een pamflet geschreven door Paul Cliteur. Eerste druk is uitgegeven in 2007 bij De Arbeiderspers.

## Inhoud
Cliteur pleit in diens pamflet voor een eenduidige gemeenschapszin in een samenleving waarin veel verschillende culturen en ook religieuze culturen geherbergd zijn. Een soort gemeenschapszin waaraan iedere inwoner in een democratisch land zich kan binden, ongeacht zijn afkomst. Cliteur pleit hierbij voor het stellen van de door een democratische staat vastgestelde wet, boven andere cultuurgebonden wetten, zoals religieuze wetten. Dit vindt Cliteur nodig om religieus extremisme te voorkomen. Volgens Cliteur zien religieuze of andersoortige fanatici deze door een democratische staat vastgestelde wet niet als de wet die als hoogste goed telt. De fanatici kiezen eerder voor hun eigen waarheid dan de algemene uitgangspunten van de wet.
Hij noemt in zijn boek een aantal voorbeelden uit diverse religies. Zo noemt hij bijvoorbeeld de moordenaars van abortusartsen in de VS. Zij nemen hun gevangenisstraf voor lief, omdat zij ervan overtuigd zijn dat de goddelijke wetten boven de gewone wet gaan. 'God heeft het immers aan hen bevolen om te doen.' Deze onderwerping aan door de religie ingegeven wetten noemt hij in zijn boek de goddelijke bevelstheorie. Volgens Cliteur is de goddelijke bevelstheorie in alle theïstische geloven terug te vinden, zoals het Christendom en de Islam. Cliteur geeft een aantal voorbeelden van teksten waaraan fanatici hun recht tot doding en volledige onderwerping menen te ontlenen en die hun handelen rechtvaardigen. Zo noemt hij het verhaal van Abraham, die zijn zoon op bevel van God moest offeren. Volgens Cliteur zijn er voldoende voorbeelden in de moderne religies te vinden waarin volledige onderwerping aan de wil van een godheid is terug te vinden. Cliteur geeft voorbeelden waarin fanatici moord goedkeuren op basis van door de religie ingeven wetten. Zo'n door religie ingegeven moord noemt hij een 'religieus gesanctioneerde moord'.
In zijn boek laat hij zich ook kritisch uit over de houding van het westen, dat in zijn optiek te zeer de neiging heeft om bepaalde religieuze uitingen die tegen de democratische principes ingaan te vergoelijken. Zo geeft hij een voorbeeld van een artikel geschreven door Roald Dahl ten tijde van de crisis rondom de publicatie van de duivelsverzen van Salman Rushdie. Dahl vindt dat Rushdie het onheil zelf over zich afgeroepen heeft, omdat hij als Indiër op de hoogte zou moeten zijn geweest van de gevoeligheden binnen de islamitische cultuur. Dit vindt Cliteur een voorbeeld van verkeerde toegevelijkheid naar fanatici toe.

## Titelverklaring
De titel Moreel Esperanto slaat op een gemeenschappelijke taal die mensen zouden moeten leren spreken binnen een samenleving waarin zeer veel verschillende culturen zijn gehuisvest. Deze taal is een voorwaarde om goed met elkaar te kunnen samenleven. Het woord 'Esperanto' slaat op een door Zamenhof bedachte kunsttaal, waarin verschillende Indo-Europese talen zijn verwerkt. Bedoeling van het Esperanto was dat het zou uitgroeien tot een wereldtaal die de mensheid zou kunnen verbroederen. Het woord 'moreel' slaat op het feit dat mensen een gemeenschappelijke morele taal zouden moeten leren spreken.

## Recensies
- De recensent Hans Besseling van Het Vrije Volk is een voorstander van het door Cliteur uitgedragen idee van een autonome humanitaire moraal, omdat dit volgens Besseling het best past bij de intellectuele ontwikkeling van de mens met daarbij rekening houdend met zijn zwakheden en de beperkte intelligentie van de meerderheid van het volk. Voor zo'n autonome moraal heeft Cliteur volgens Besseling een overtuigend betoog geleverd.[2]
- De recensent Luuk van Middelaar van De Volkskrant vindt dat het boek enkele blinde vlekken bevat. Ten eerste wie of welke macht bepaalt wat de gemeenschappelijke taal moet worden. Ten tweede wordt niet duidelijk wat er speciaal is aan een religieus gesanctioneerde moord. Wat is immers het verschil tussen de moord op Pim Fortuyn door een dierenactivist en de moord op Rabin door een religieus fanaticus.[3]
- De recensent Bart Jan Spruyt van HP/De Tijd vindt dat Cliteur een moeilijk onderwerp op een overzichtelijke manier en in een heldere stijl kan weergeven. Hij plaatst wel een aantal kanttekeningen bij de redenering van Cliteur. Ten eerste kun je volgens Spruyt moraal niet loskoppelen van religie, omdat je dan van gelovigen vraagt geen ethische consequenties uit hun geloof te kunnen trekken. Dit zal voor gelovigen niet aantrekkelijk zijn. 'Een moreel zonder religie is voor gelovigen net zo zielloos als het Esperanto eens was, en dat om die reden nooit is aangeslagen', aldus Spruyt. Ten tweede is een pleidooi voor een algemeen geldige ethiek niet nodig, omdat gelovigen wel degelijk in staat zijn hun standpunten te formuleren in een voor iedereen duidelijke taal. Ten derde zal de wereld waarin Cliteurs standpunten gezegevierd hebben een saaie wereld zijn.[4]
- In Trouw schrijft Paul Delfgaauw dat het idee van Cliteur hem erg leeg lijkt. Hij vraagt zich af welk uitgangspunt er genomen moet worden voor deze autonome ethiek. Hij ziet dat dit kan leiden tot een orwelliaanse samenleving waarin van gedachten gecontroleerd moet worden of ze wel autonoom genoeg zijn.[5]